# Gilbert Ashwell
Pour les articles homonymes, voir Ashwell.
Gilbert Ashwell (16 juillet 1916 - 27 juin 2014) est un biochimiste américain des National Institutes of Health. Il a été élu membre de l'Académie nationale des sciences pour son travail avec Anatol Morell dans l'isolement du premier récepteur cellulaire.

## Biographie
Ashwell est né à Jersey City, New Jersey en 1916. Après le lycée, il va à l'université pour poursuivre ses études et fréquente l'Université de l'Illinois à Urbana-Champaign, où il obtient son baccalauréat en 1938 et sa maîtrise en 1941. Il va ensuite à l'Université Columbia à New York, plus proche de sa ville natale, pour passer deux ans à faire de la recherche. En 1950, Ashwell rejoint l'Institut national de l'arthrite, du métabolisme et des maladies digestives. Cet institut se développe et se scinde ensuite en deux instituts, qui sont l'Institut national de l'arthrite et des maladies musculo-squelettiques et cutanées et l'Institut national du diabète et des maladies digestives et rénales. Ashwell travaille chez ce dernier en tant que scientifique émérite après sa retraite. Il est décédé le 27 juin 2014 d'une pneumonie dans un hôpital de la région de Washington, DC à 97 ans.

## Recherches
L'objectif d'Ashwell en tant que chercheur est de concevoir un marquage des glycoprotéines sériques afin d'étudier le rôle de la céruloplasmine dans la maladie de Wilson. Avec un autre chercheur nommé Anatol G. Morell, il travaille pour proposer que les lectines membranaires éliminent les glycoprotéines circulantes sénescentes et découvrent l'un des premiers récepteurs glucidiques connus. Ils conçoivent une procédure de marquage qui leur permet d'éliminer les enzymes du résidu d'acide sialique des glycoprotéines. En complétant ce processus, ils incorporent d'autres substances dans la protéine. En 1974, Ashwell et Morell découvrent qu'un certain récepteur dans le foie d'un humain est capable de reconnaître une glycoprotéine spécifique appelée asialoglycoprotéine. Ashwell explique qu'il ne recherchait pas spécifiquement l'asialoglycoprotéine lorsqu'il l'a trouvée.